# 石天欣
石天欣（英語：Tina Shek Tin Yan，1992年10月15日—），香港新晉女藝人及兼職模特兒。

## 簡介
石天欣出生於香港，中學時期就讀中華基督教會燕京書院，中五畢業完成會考後入讀無綫電視藝員訓練班。她畢業於第24期無綫電視藝員訓練班（2010年），並成為無綫電視旗下藝人。首部參演電視劇是《天天天晴》。
2010年，石天欣在《真相》大結局出現而初受注目，2011年在《潛行狙擊》飾演妓女Yoyo，與歐陽靖發展感情線更嶄露頭角。石天欣被大眾指貌似TVB女藝人胡定欣，而2011年在《萬凰之王》中更飾演胡定欣身邊的宮女。在2012年同期播放的《換樂無窮》及《缺宅男女》中，石天欣在前者所佔的戲份甚重。2013年，石天欣在《仁心解碼II》飾演被李家聲強姦的學生妹的戲份大受觸目，更參與戚其義的重頭劇《金枝慾孽貳》，兩部劇皆讓其知名度大增。在拍攝《仁》劇後，石天欣在《巨輪》及《再戰明天》都有類同劇情，都被安排飾演遭強姦或被姦後自殺的角色。巧合地，該兩劇中強姦石天欣的男演員正是同一人黃煒溏。
2013年，石天欣為品牌Mousse設計手袋及擔任代言人。
2014年9月7日，石天欣離開無綫電視，結束4年之賓主關係，轉投星秀堂，《飛虎II》及《無雙譜》為她的告別作。離開無綫電視後她一度在迪士尼樂園當兼職，飾演美國村姑，工作了10個月。
2016年，石天欣現為自由工作者。
2020年9月，石天欣自反送中運動開始後多次發聲支持，亦於蘋果日報刊登廣告以示支持報章並以藏頭詩形式祝賀母親生日。

## 個人生活
2016年7月16日凌晨，石天欣與拍拖4年、在美國任職市場營銷的才俊Jacob結婚，嫁後跟隨丈夫移居美國。她透露初時並不習慣在美國的生活，因不懂坐車，曾試過6天不外出紀錄，但只要有WiFi和電視便可安坐家中不怕悶。

## 演出作品

### 電視劇（無綫電視）
| 首播   | 劇名                          | 角色                                                               |
| 2010年 | 天天天晴                      | 阿 瑩（第65、116集）                                               |
| 2010年 | 依家有喜                      | 少 女                                                              |
| 2010年 | 居家兵團                      | Kimi同學                                                           |
| 2011年 | 隔離七日情                    | 職員、泳客                                                         |
| 2011年 | 洪武三十二                    | 姿 蘭                                                              |
| 2011年 | 你們我們他們                  | 學生（單元三）、姊妹團（單元九）                                   |
| 2011年 | 誰家灶頭無煙火                | 何綺敏                                                             |
| 2011年 | 點解阿Sir係阿Sir              | 古惑女                                                             |
| 2011年 | 花花世界花家姐                | 少 女                                                              |
| 2011年 | 真相                          | Ceci（第25集）                                                     |
| 2011年 | 紫禁驚雷                      | 妃 子                                                              |
| 2011年 | 潛行狙擊                      | Yoyo                                                               |
| 2011年 | 九江十二坊                    | 小 菊                                                              |
| 2011年 | 不速之約                      | 見習護士、實驗室助理、修甲店店員                                   |
| 2011年 | 荃加福祿壽探案                | 女學員                                                             |
| 2011年 | 萬凰之王                      | 彩 月                                                              |
| 2011年 | 我的如意狼君                  | 啟豐職員                                                           |
| 2011年 | 結·分@謊情式                  | 分手情侶                                                           |
| 2012年 | 換樂無窮                      | 葉玉卿（Jade）                                                     |
| 2012年 | 缺宅男女                      | 丁冠芳（孻丁）                                                     |
| 2012年 | On Call 36小時                | 急症室護士                                                         |
| 2012年 | 東西宮略                      | 少 女                                                              |
| 2012年 | 拳王                          | 護 士                                                              |
| 2012年 | 耀舞長安                      | 夏 蓮                                                              |
| 2012年 | 愛·回家 (第一輯)（2012—2014） | 律師助手、林小悅、A's Beauty接待員、電視台化妝員、酒吧侍應生、佳佳 |
| 2012年 | 心戰                          | 學生妹                                                             |
| 2012年 | 衝呀！瘦薪兵團                | 護 士                                                              |
| 2012年 | 護花危情                      | Mi Mi                                                              |
| 2012年 | 回到三國                      | 美 女（第9集）                                                     |
| 2012年 | 飛虎                          | 莊卓嬅（少年）                                                     |
| 2012年 | 天梯                          | 妓 女                                                              |
| 2012年 | 名媛望族                      | 菱 兒                                                              |
| 2012年 | 大太監                        | 心 兒                                                              |
| 2012年 | 幸福摩天輪                    | 許玉琪（青年）                                                     |
| 2013年 | 初五啟市錄                    | 菠菜蓮（第17集）                                                   |
| 2013年 | 戀愛季節                      | 女侍應（第7集）                                                    |
| 2013年 | 女警愛作戰                    | 嘉 嘉                                                              |
| 2013年 | 仁心解碼II                    | 黃文慧（第1-2集）                                                  |
| 2013年 | 神探高倫布                    | 舞 女（第7集）                                                     |
| 2013年 | 金枝慾孽貳                    | 舒佳·秋葦                                                          |
| 2013年 | 情越海岸线                    | 职员（第4集）                                                      |
| 2013年 | 好心作怪                      | 李婉心（青年）                                                     |
| 2013年 | 熟男有惑                      | 咩 咩                                                              |
| 2013年 | 衝上雲霄II                    | 接待員（第24集）                                                   |
| 2013年 | 情逆三世緣                    | 田若冰                                                             |
| 2013年 | 巨輪                          | 慧（第31集）                                                       |
| 2013年 | 神鎗狙擊                      | 年青女子（第1集）                                                  |
| 2013年 | 法外風雲                      | 𡃁 模                                                              |
| 2013年 | On Call 36小時II              | 容聖僖                                                             |
| 2014年 | 單戀雙城                      | 潘潔鈴（Elaine）                                                   |
| 2014年 | 新抱喜相逢                    | 雯                                                                 |
| 2014年 | 叛逃                          | 護 士（第19集）                                                    |
| 2014年 | 廉政行動2014                  | Cat（單元三）                                                      |
| 2014年 | 女人俱樂部                    | 參賽者                                                             |
| 2014年 | 載得有情人                    | 新聞主播                                                           |
| 2014年 | 再戰明天                      | 鄭可兒                                                             |
| 2014年 | 飛虎II                        | 蕭茵瓏                                                             |
| 2015年 | 無雙譜                        | 宮 女                                                              |

### 電影
| 首播   | 電影名稱          | 角色     |
| 2011年 | 勁抽福祿壽        | 𡃁模     |
| 2013年 | 溝女不離三兄弟    | 夜店女郎 |
| 2014年 | 黑色喜劇          | 安琪三妹 |
| 2015年 | 台北夜蒲團團轉    |          |
| 2015年 | 華麗上班族 (電影) |          |
| 2016年 | 三人行            | 護士     |
| 2016年 | 辣警霸王花        | 飯堂侍應 |

### MV
| 首播   | 歌曲名稱                                    |
| 2010年 | Showtime（TVB版）（主唱：Benji and Lesley） |
| 2011年 | RUN（TVB版）（主唱：吳卓羲、黃宗澤）        |
| 2010年 | 東西（TVB版）（主唱：王梓軒）               |
| 2010年 | 投影（TVB版）（主唱：朱紫嬈）               |
| 2011年 | 彳亍（TVB版）（主唱：麥浚龍）               |
| 2011年 | 天梯（TVB版）（主唱：C AllStar）            |
| 2011年 | 一夜城（TVB版）（主唱：洪卓立）             |
| 2012年 | 想一個人（TVB版）（主唱：洪卓立）           |
| 2012年 | Easy（TVB版）（主唱：Rubber Band）          |
| 2014年 | 仍未心死（TVB版）（主唱：許靖韻）           |

### 無綫節目巡禮
| 首播               | 劇集       |
| 2012年無綫節目巡禮 | 衝上雲霄II |

### 廣告
| 首播   | 產品名稱                  |
| 1996年 | 澳門仔濠景花園            |
| 2010年 | 中國聯通一卡兩號 - 漫遊篇 |

### 其他演出
| 年份   | 名稱                                                        |
| 1996年 | TVB至叻BB元誕角力Show                                       |
| 2001年 | Star Of Tomorrow                                            |
| 2002年 | Star Of Tomorrow                                            |
| 2003年 | Star Of Tomorrow                                            |
| 2004年 | Chinese New Year Night Parade                               |
| 2004年 | Hong Kong Ballet Cinderella                                 |
| 2004年 | Hong Kong Ballet Nutcracker                                 |
| 2005年 | Star Of Tomorrow                                            |
| 2005年 | Hong Kong Ballet Nutcracker                                 |
| 2005年 | Tsim Sha Tsui East Festive Illuminations Switch On Ceremony |
| 2005年 | Hong Kong Tourism Board Hong Kong Winterfest                |
| 2006年 | Star Of Tomorrow                                            |
| 2006年 | Hong Kong Ballet Nutcracker                                 |
| 2006年 | 容祖兒摩拉維亞愛樂樂團音樂會                                |
| 2008年 | 第十屆廣東藝術節 大型舞蹈詩《清明上河圖》                   |
| 2009年 | 香港舞蹈團舞蹈詩《印象‧嶺南》                               |
| 2010年 | 荃加福祿壽                                                  |
| 2012年 | 香港舞蹈團《東方．絲路》                                    |
| 2013年 | 香港舞蹈團《快樂皇子》                                      |

## 外部連結
- YouTube上的石天欣頻道
- 石天欣的Facebook專頁
- 石天欣的Instagram帳戶
- 石天欣的新浪微博
- 石天欣在香港影庫上的簡介